# ポタジェ (競走馬)
ポタジェ（欧字名:Potager、2017年2月4日 - ）は、日本の競走馬。2022年の大阪杯の勝ち馬である。
馬名の意味は、フランス語で「家庭菜園」。

## 戦績

### 2歳（2019年）
2019年9月29日の中山競馬場第5競走・2歳新馬を川田将雅を鞍上に1番人気でデビューすると、出遅れて後方からの競馬になるが直線で抜け出して快勝を果たす。その後1勝クラスの黄菊賞にクリストフ・スミヨンを鞍上に出走するもハナ差の2着となる。

### 3歳（2020年）
2020年はリステッド競走のプリンシパルステークスより始動し、武豊を鞍上にするもビターエンダーに首差の2着。続く3歳以上1勝クラスでも武豊とタッグを組むも再度2着となる。しかし、7月4日の1勝クラス・生田特別で再び川田将雅とタッグを組むと4戦振りの勝利を手にし、さらに3レースを1番人気で川田とともに制した。

### 4歳（2021年）
2021年3月14日、4連勝で迎えた金鯱賞で重賞に初挑戦すると、北村友一を鞍上に6番人気を覆す3着となる。続いて西村淳也と共に1番人気で挑んだ新潟大賞典では2着、夏場を完全休養してから吉田隼人に乗り替わり、4番人気での挑戦となった毎日王冠ではG1馬2頭には敵わなかったが3着と重賞で好走を続けた。しかし、鞍上を川田に戻してGI初挑戦となった天皇賞（秋）では6着に敗れ、初めて複勝圏内、そして掲示板を外すこととなった。

### 5歳（2022年）
2022年は初距離となったアメリカジョッキークラブカップより始動するも、急仕上げな面もあり5着に終わる。吉田隼人と組んだ2度目の金鯱賞でも速いペースについて行けずに4着に敗れるが、その吉田隼とともに8番人気の低評価で2度目のGI挑戦となる大阪杯へ参戦した。大阪杯は2021年のJRA賞年度代表馬であるエフフォーリア、5連勝で金鯱賞を制したジャックドールの2強対決と見られていたが、エフフォーリアは馬群から抜け出すことができず、ジャックドールも直線で沈み、ジャックドールを交わした前年の覇者レイパパレをポタジェが差し切り、このレースを制し、JRA・G1および重賞をともに初優勝を果たす。鞍上の吉田隼、管理する友道、馬主の金子真人は大阪杯初制覇であり、2022年の春のGIシーズンは高松宮記念を制したナランフレグに続いて8番人気の重賞未勝利馬が制したこととなった。GI連勝をかけて挑んだ6月26日の宝塚記念では暑い時季でバテ気味の出走となった。レースは中団のやや後ろで脚を溜めるも直線では全く伸びず初の2桁着順となる11着という結果に終わり、秋まで北海道で休養に入る。休養ののち、10月9日の毎日王冠では道中好位追走も休み明けと58キロの斤量の影響で、伸びを欠いて6着に敗れると、続く10月30日の第166回天皇賞ではスタートでジャンプしてしまいスピードに乗れないまま、ワンターンの高速馬場では対応しきれずに13着、12月25日の第67回有馬記念では12着に沈んだ。

### 6歳（2023年）
始動戦となった3月12日の金鯱賞で岩田望来を背に6着に敗れると、連覇をかけて挑んだ4月2日の大阪杯では坂井瑠星に乗り換わる。5番手でレースを進めたが10着と大敗を喫する。次走に札幌記念を予定していたが体調が整わず回避して秋まで休養とした。しかしそのまま長期の休養に入った。

### 7歳（2024年）～8歳（2025年）
2024年シーズン、復帰戦に予定していた京都記念も態勢が整わないとして回避。放牧に出されて年内を全休した。
2025年1月26日のアメリカジョッキークラブカップで1年9か月ぶりに実戦復帰。レース序盤は3番手でキープするも3コーナー過ぎで後続馬に次々とかわされて15着と惨敗。ダート初挑戦となった4月9日の川崎記念では好位中団から脚を運んだが直線では全く伸びず10着。5月5日のかしわ記念は道中4番手追走も3コーナー過ぎで失速し4コーナーで競走を中止。レース後、右前肢ハ行と診断された。5月21日をもって競走馬登録を抹消、北海道浦河町のイーストスタッドで種牡馬となる予定。

## 競走成績
以下の内容は、JBISサーチおよびnetkeiba.comに基づく。
| 競走日     | 競馬場 | 競走名             | 格   | 距離（馬場）  | 頭 数 | 枠 番 | 馬 番 | オッズ （人気） | 着順 | タイム （上り3F） | 着差 | 騎手        | 斤量 [kg] | 1着馬（2着馬）         | 馬体重 [kg] |
| ---------- | ------ | ------------------ | ---- | ------------- | ----- | ----- | ----- | --------------- | ---- | ----------------- | ---- | ----------- | --------- | ---------------------- | ----------- |
| 2019.09.29 | 中山   | 2歳新馬            |      | 芝1800m（良） | 14    | 6     | 10    | 001.30（1人）   | 01着 | 01:50.1（34.6）   | -0.2 | 0川田将雅   | 54        | （ハーレムシャドウ）   | 450         |
| 0000.11.10 | 京都   | 黄菊賞             | 1勝  | 芝2000m（良） | 10    | 7     | 8     | 003.00（1人）   | 02着 | 02:02.1（34.5）   | -0.0 | 0C.スミヨン | 55        | シンプルゲーム         | 450         |
| 2020.05.09 | 東京   | プリンシパルS      | L    | 芝2000m（良） | 11    | 2     | 2     | 005.40（3人）   | 02着 | 01:59.8（33.3）   | -0.0 | 0武豊       | 56        | ビターエンダー         | 448         |
| 0000.06.07 | 阪神   | 3歳上1勝クラス     |      | 芝2000m（良） | 9     | 6     | 6     | 001.40（1人）   | 02着 | 02:00.6（34.4）   | -0.3 | 0武豊       | 54        | アルサトワ             | 452         |
| 0000.07.04 | 阪神   | 生田特別           | 1勝  | 芝2000m（重） | 10    | 6     | 6     | 001.40（1人）   | 01着 | 02:03.2（37.1）   | -0.2 | 0川田将雅   | 54        | （ペプチドオーキッド） | 452         |
| 0000.08.15 | 小倉   | 西部日刊スポーツ杯 | 2勝  | 芝2000m（良） | 10    | 7     | 7     | 001.90（1人）   | 01着 | 01:57.8（35.1）   | -0.2 | 0川田将雅   | 54        | （ブルーミングスカイ） | 454         |
| 0000.11.14 | 阪神   | 岸和田S            | 3勝  | 芝2000m（良） | 9     | 3     | 3     | 001.30（1人）   | 01着 | 01:58.4（35.1）   | -0.0 | 0川田将雅   | 55        | （ダノンマジェスティ） | 458         |
| 2021.01.30 | 東京   | 白富士S            | L    | 芝2000m（良） | 13    | 5     | 6     | 002.00（1人）   | 01着 | 01:59.0（34.0）   | -0.1 | 0川田将雅   | 55        | （サンレイポケット）   | 464         |
| 0000.03.14 | 中京   | 金鯱賞             | GII  | 芝2000m（重） | 10    | 8     | 10    | 019.80（6人）   | 03着 | 02:01.9（36.4）   | -0.1 | 0北村友一   | 56        | ギベオン               | 464         |
| 0000.05.09 | 新潟   | 新潟大賞典         | GIII | 芝2000m（良） | 14    | 6     | 10    | 003.50（1人）   | 02着 | 01:59.3（36.9）   | -0.0 | 0西村淳也   | 56        | サンレイポケット       | 464         |
| 0000.10.10 | 東京   | 毎日王冠           | GII  | 芝1800m（良） | 13    | 4     | 5     | 008.70（4人）   | 03着 | 01:45.0（34.0）   | -0.2 | 0吉田隼人   | 56        | シュネルマイスター     | 472         |
| 0000.10.31 | 東京   | 天皇賞（秋）       | GI   | 芝2000m（良） | 16    | 2     | 4     | 023.30（5人）   | 06着 | 01:58.7（34.1）   | -0.8 | 0川田将雅   | 58        | エフフォーリア         | 474         |
| 2022.01.23 | 中山   | AJCC               | GII  | 芝2200m（良） | 14    | 4     | 6     | 003.60（2人）   | 05着 | 02:13.1（35.4）   | -0.4 | 0川田将雅   | 56        | キングオブコージ       | 474         |
| 0000.03.13 | 中京   | 金鯱賞             | GII  | 芝2200m（良） | 13    | 4     | 5     | 008.70（4人）   | 04着 | 01:58.0（34.2）   | -0.8 | 0吉田隼人   | 56        | ジャックドール         | 466         |
| 2022.04.03 | 阪神   | 大阪杯             | GI   | 芝2000m（良） | 16    | 4     | 8     | 058.70（8人）   | 01着 | 01:58.4（35.3）   | -0.1 | 0吉田隼人   | 57        | （レイパパレ）         | 468         |
| 0000.06.26 | 阪神   | 宝塚記念           | GI   | 芝2200m（良） | 17    | 8     | 18    | 022.90（8人）   | 11着 | R2:11.5（36.9）   | -1.8 | 0吉田隼人   | 58        | タイトルホルダー       | 464         |
| 0000.10.09 | 東京   | 毎日王冠           | GII  | 芝1800m（良） | 10    | 6     | 6     | 012.90（7人）   | 06着 | 01:44.6（34.5）   | -0.5 | 0吉田隼人   | 58        | サリオス               | 466         |
| 0000.10.30 | 東京   | 天皇賞（秋）       | GI   | 芝2000m（良） | 15    | 3     | 4     | 034.60（8人）   | 13着 | R1:58.4（33.4）   | -0.9 | 0吉田隼人   | 58        | イクイノックス         | 468         |
| 0000.12.25 | 中山   | 有馬記念           | GI   | 芝2500m（良） | 16    | 6     | 12    | 136.9（12人）   | 12着 | R2:34.5（37.3）   | -2.1 | 0吉田隼人   | 57        | イクイノックス         | 472         |
| 2023.03.12 | 中京   | 金鯱賞             | GII  | 芝2000m（良） | 12    | 7     | 9     | 024.60（7人）   | 06着 | R2:00.4（34.7）   | -0.6 | 0岩田望来   | 59        | プログノーシス         | 478         |
| 0000.04.02 | 阪神   | 大阪杯             | GI   | 芝2000m（良） | 16    | 5     | 10    | 048.5（12人）   | 10着 | R1:58.1（35.5）   | -0.7 | 0坂井瑠星   | 58        | ジャックドール         | 472         |
| 2025.01.26 | 中山   | AJCC               | GII  | 芝2200m（良） | 18    | 2     | 3     | 142.2（14人）   | 15着 | R2:13.7（37.7）   | -1.6 | 0岩田望来   | 58        | ダノンデサイル         | 482         |
| 0000.04.09 | 川崎   | 川崎記念           | JpnI | ダ2100m（稍） | 13    | 4     | 5     | 044.80（7人）   | 10着 | R2:20.8（40.6）   | -2.8 | 0岩田望来   | 57        | メイショウハリオ       | 472         |
| 0000.05.05 | 船橋   | かしわ記念         | JpnI | ダ1600m（良） | 10    | 8     | 9     | 084.80（6人）   |      | 競走中止          |      | 0岩田望来   | 57        | シャマル               | 466         |

## 血統表
| ポタジェの血統                               | ポタジェの血統                         | ポタジェの血統                         | （血統表の出典）                       | （血統表の出典） |
| 父系                                         | サンデーサイレンス系                   | サンデーサイレンス系                   | サンデーサイレンス系                   | [ § 2 ]          |
| 父 ディープインパクト 鹿毛 2002 北海道早来町 | 父の父*サンデーサイレンス 青鹿毛 1986  | Halo                                   | Hail to Reason                         | Hail to Reason   |
| 父 ディープインパクト 鹿毛 2002 北海道早来町 | 父の父*サンデーサイレンス 青鹿毛 1986  | Halo                                   | Cosmah                                 |                  |
| 父 ディープインパクト 鹿毛 2002 北海道早来町 | 父の父*サンデーサイレンス 青鹿毛 1986  | Wishing Well                           | Understanding                          | Understanding    |
| 父 ディープインパクト 鹿毛 2002 北海道早来町 | 父の父*サンデーサイレンス 青鹿毛 1986  | Wishing Well                           | Mountain Flower                        |                  |
| 父 ディープインパクト 鹿毛 2002 北海道早来町 | 父の母*ウインドインハーヘア 鹿毛 1991  | Alzao                                  | Lephard                                | Lephard          |
| 父 ディープインパクト 鹿毛 2002 北海道早来町 | 父の母*ウインドインハーヘア 鹿毛 1991  | Alzao                                  | Lady Rebecca                           |                  |
| 父 ディープインパクト 鹿毛 2002 北海道早来町 | 父の母*ウインドインハーヘア 鹿毛 1991  | Burghclere                             | Busted                                 | Busted           |
| 父 ディープインパクト 鹿毛 2002 北海道早来町 | 父の母*ウインドインハーヘア 鹿毛 1991  | Burghclere                             | Highclere                              |                  |
| 母 *ジンジャーパンチ 栗毛 2003 アメリカ      | 母の父Awesome Again 鹿毛 1994          | Deputy Minister                        | Vice Regent                            | Vice Regent      |
| 母 *ジンジャーパンチ 栗毛 2003 アメリカ      | 母の父Awesome Again 鹿毛 1994          | Deputy Minister                        | Mint Copy                              |                  |
| 母 *ジンジャーパンチ 栗毛 2003 アメリカ      | 母の父Awesome Again 鹿毛 1994          | Primal Force                           | Blushing Groom                         | Blushing Groom   |
| 母 *ジンジャーパンチ 栗毛 2003 アメリカ      | 母の父Awesome Again 鹿毛 1994          | Primal Force                           | Prime Prospect                         |                  |
| 母 *ジンジャーパンチ 栗毛 2003 アメリカ      | 母の母Nappelon 栗毛 1992               | Bold Revenue                           | Bold Ruckus                            | Bold Ruckus      |
| 母 *ジンジャーパンチ 栗毛 2003 アメリカ      | 母の母Nappelon 栗毛 1992               | Bold Revenue                           | More Revenue                           |                  |
| 母 *ジンジャーパンチ 栗毛 2003 アメリカ      | 母の母Nappelon 栗毛 1992               | Sally Go Gray                          | Wise Excange                           | Wise Excange     |
| 母 *ジンジャーパンチ 栗毛 2003 アメリカ      | 母の母Nappelon 栗毛 1992               | Sally Go Gray                          | Surrepitious                           |                  |
| 母系(F-No.)                                  | (FN:16-d)                              | (FN:16-d)                              | (FN:16-d)                              | [ § 3 ]          |
| 5代内の近親交配                              | Promised Land 5×5, Northern Dancer 5×5 | Promised Land 5×5, Northern Dancer 5×5 | Promised Land 5×5, Northern Dancer 5×5 | [ § 4 ]          |
| 出典                                         | 1. 2. 3. 4.                            | 1. 2. 3. 4.                            | 1. 2. 3. 4.                            | 1. 2. 3. 4.      |

- 母ジンジャーパンチはG1競走6勝を挙げ、2007年度エクリプス賞最優秀古牝馬を受賞した名牝。
- 半姉に毎日王冠、オールカマー、きさらぎ賞、エプソムカップ勝ち馬のルージュバックがいる。